# The Paul Simon Songbook
Albums de Paul Simon
Paul Simon
(1972)
The Paul Simon Songbook est le premier album solo de Paul Simon, sorti en 1965, pendant son séjour en Angleterre. La plupart des chansons de l'album ont été réenregistrées par la suite avec Art Garfunkel sur les albums Sounds of Silence et Parsley, Sage, Rosemary and Thyme.

## Titres
Toutes les chansons sont de Paul Simon. He Was My Brother et The Side of a Hill sont créditées à Paul Kane, un pseudonyme pris par Simon en référence au film Citizen Kane.

### Face 1
1. I Am a Rock – 2:52
2. Leaves That Are Green – 2:41
3. A Church Is Burning – 3:38
4. April Come She Will – 1:55
5. The Sound of Silence – 3:19
6. A Most Peculiar Man – 2:26

### Face 2
1. He Was My Brother – 2:58
2. Kathy's Song – 3:42
3. The Side of a Hill – 2:28
4. A Simple Desultory Philippic – 2:25
5. Flowers Never Bend with the Rainfall – 2:27
6. Patterns – 3:13

### Titres bonus
The Paul Simon Songbook a été réédité au format CD en 2004 avec deux titres supplémentaires, des versions alternatives de chansons de l'album :
1. I Am a Rock – 2:44
2. A Church Is Burning – 3:10